# Alfred Stevens (sculpteur)
Pour les articles homonymes, voir Stevens et Alfred Stevens.
 (décembre 2015).
Si vous disposez d'ouvrages ou d'articles de référence ou si vous connaissez des sites web de qualité traitant du thème abordé ici, merci de compléter l'article en donnant les références utiles à sa vérifiabilité et en les liant à la section « Notes et références ».
Alfred Stevens, né le 30 décembre 1817 à Blandford Forum (Dorset), et mort le 1er mai 1875 à Londres, est un peintre et sculpteur anglais, enterré au cimetière de Highgate.

## Biographie
Fils d'un peintre en bâtiment, Alfred Stevens a, dans la première partie de sa carrière, réalisé quelques peintures pendant son temps libre. En 1833, le recteur de sa paroisse lui permet d'aller en Italie où il passe neuf ans à étudier à Naples, Rome, Florence, Milan et Venise. Il n'a jamais étudié dans une école anglaise. En 1841, le sculpteur Bertel Thorvaldsen l'emploie pendant un an à Rome.
Par la suite, Alfred Stevens quitte l'Italie pour l'Angleterre et, en 1845, obtient un poste dans une école de design à Londres où il est resté jusqu'en 1847. En 1850, il devient directeur artistique d'une entreprise de Sheffield spécialisée dans le bronze et le métal. En 1852, il retourne à Londres.
En 1856, Stevens concourt pour le Monument à Wellington érigé dans la cathédrale Saint-Paul de Londres. Stevens mène à bien ce projet pour 20 000 livres sterling, une somme qui s'est avérée tout à fait insuffisante. Il a consacré la plus grande partie de sa carrière à ce grand monument, constamment harcelé et usé par l'ingérence du gouvernement, faute d'argent notamment. Alfred Stevens n'a pas vécu suffisamment longtemps pour voir le monument terminé.
Étant donné les nombreuses années qu'il a passé sur ce travail, Stevens n'a pas produit beaucoup d'autres sculptures.
L'un de ses élèves est Edgar Bundy.

## Galerie

Œuvres d'Alfred Stevens
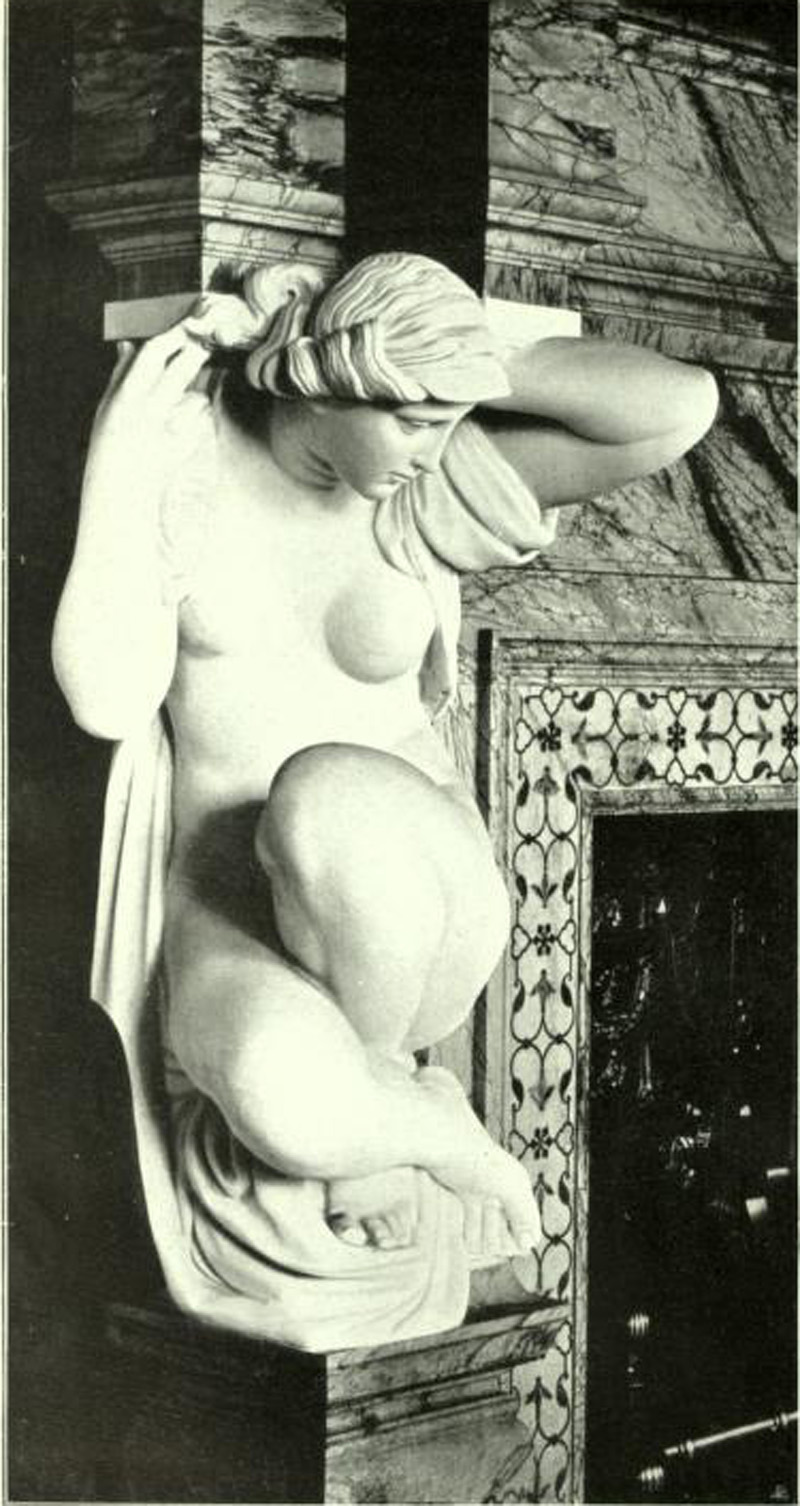
Cariatide de cheminée, Londres, Dorchester House (en).
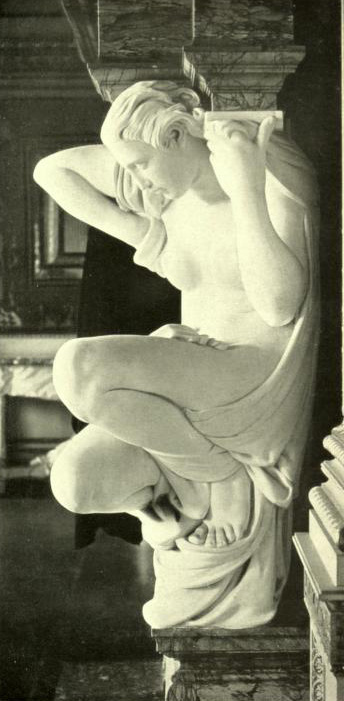
Cariatide de cheminée, Londres, Dorchester House (en).
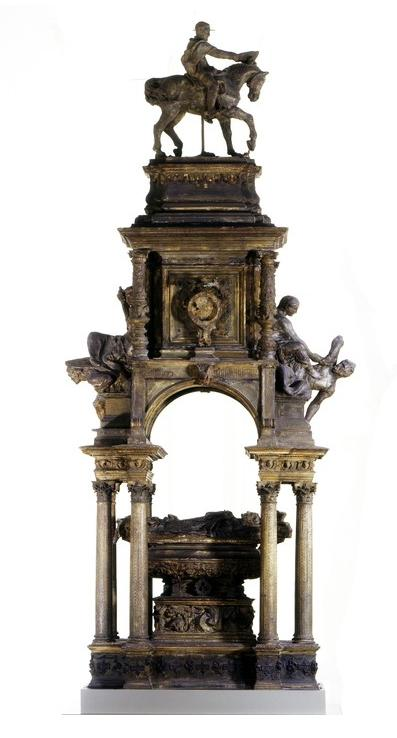
Maquette du Monument à Wellington (1857), Londres, Victoria and Albert Museum.
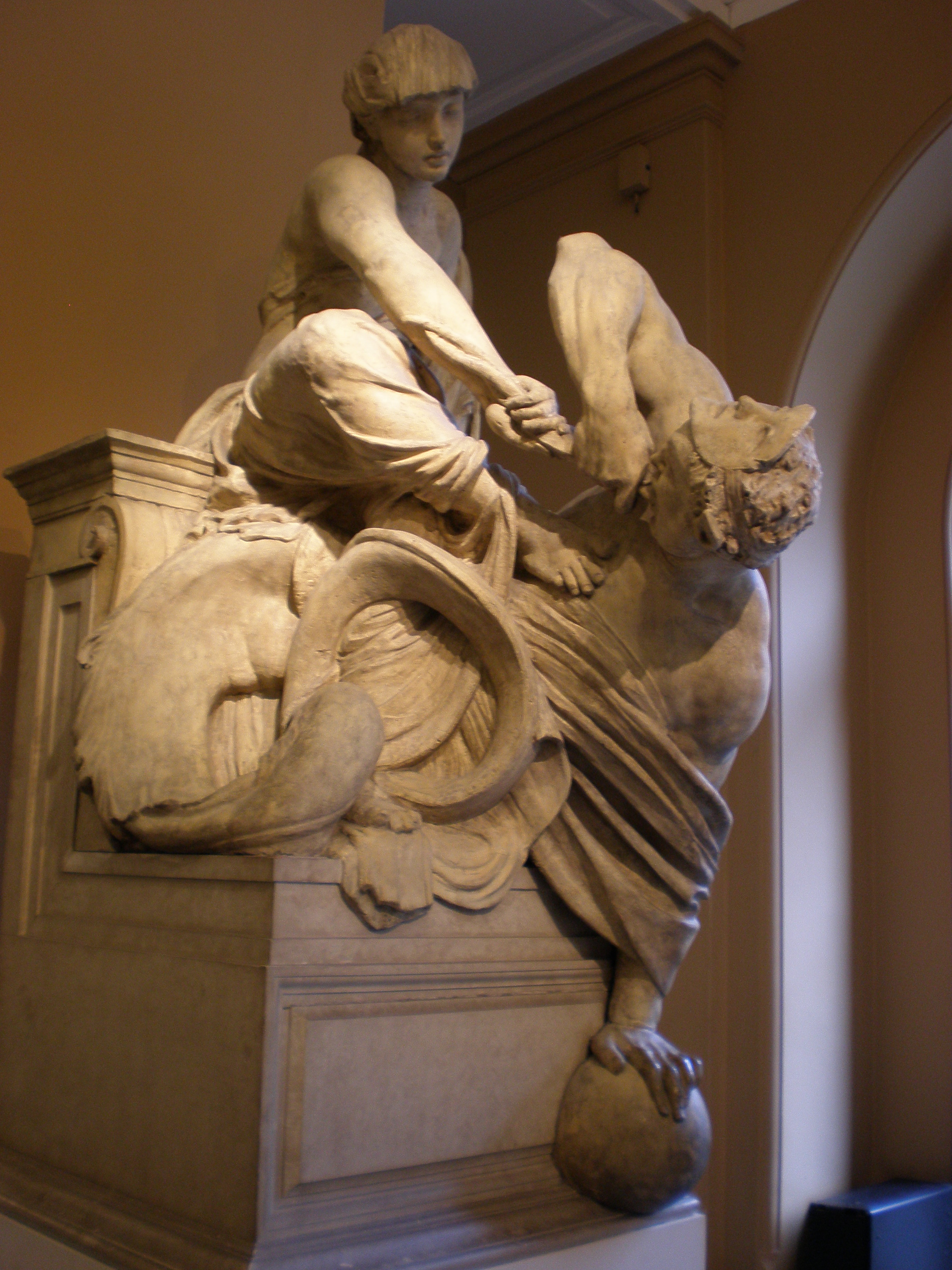
La Vérité et le Mensonge (1857-1866), modèle en plâtre pour le Monument à Wellington, Londres, Victoria and Albert Museum.
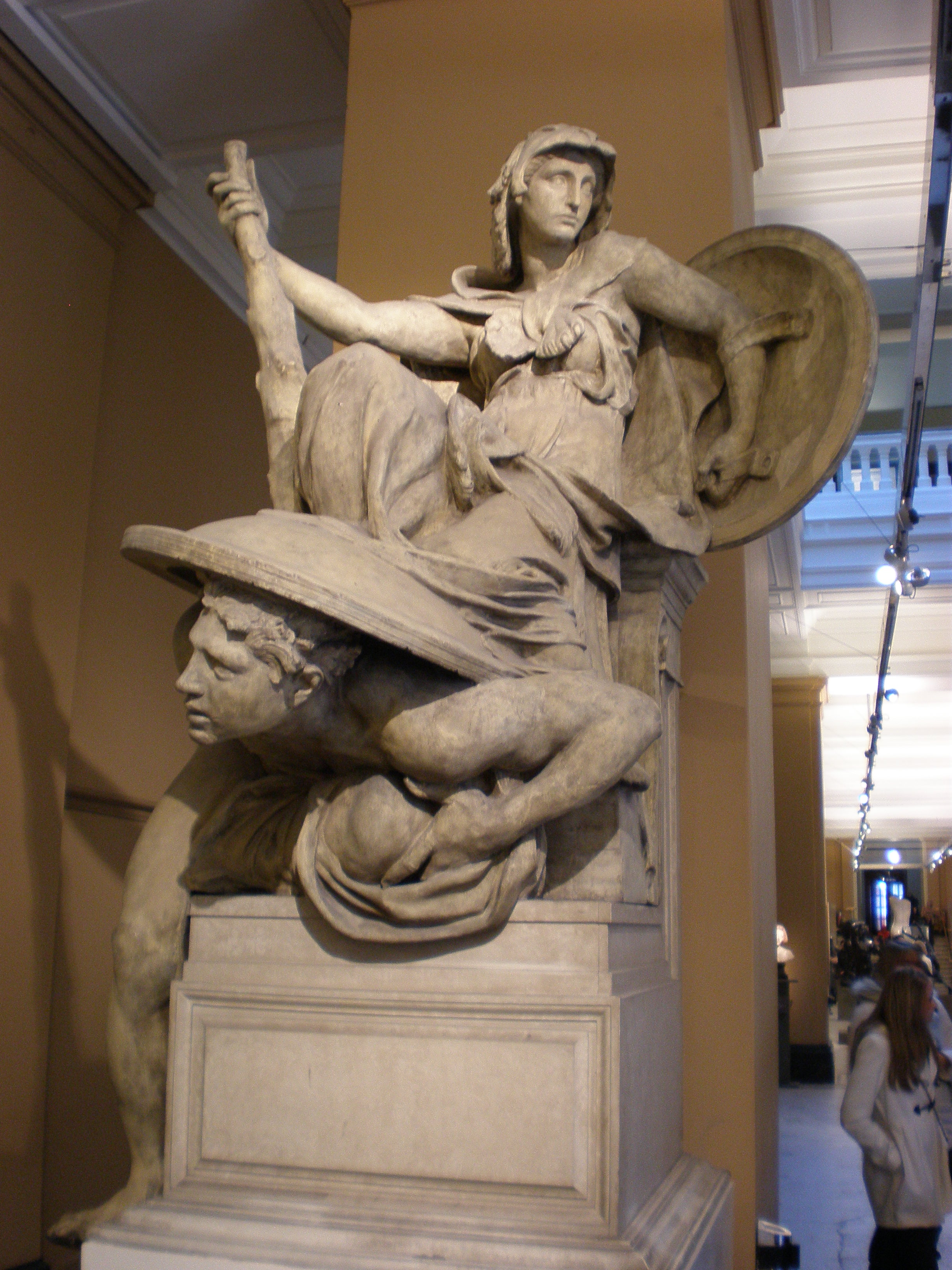
La Bravoure et la Lâcheté (1857-1866), modèle en plâtre pour le Monument à Wellington, Londres, Victoria and Albert Museum.

### Iconographie
- Édouard Lanteri, Alfred Stevens, 1911, buste en plâtre, Londres, Victoria and Albert Museum[2]